# Inti-Illimani interpreta a Víctor Jara
Inti-Illimani interpreta a Víctor Jara, è una raccolta del gruppo musicale cileno Inti-Illimani, pubblicata nel 2000. L'album è un tributo al cantautore cileno Víctor Jara composto da brani tratti dalla discografia del gruppo cileno.

## Discografia
Pubblicato nel 2000 dalla EMI Odeon Chile, questa raccolta omaggia l'artista barbaramente assassinato pochi giorni dopo il colpo di stato del generale Pinochet. Del disco fanno parte tutti i brani scritti da Víctor Jara incisi dagli Inti-Illimani nei loro album precedenti, unitamente a 2 brani scritti da componenti del gruppo e dedicati alla sua figura.
Ci sono poi alcuni inediti dal vivo e il provino, registrato nel 1972, contenente un frammento di un lavoro che Jara stava scrivendo prima di morire insieme agli Inti e che viene qui pubblicato per la prima volta. Dei brani dal vivo non è specificato il luogo di registrazione, ma solamente l'anno.
Questo disco è uscito in diverse edizioni in diversi paesi del mondo, con il titolo spesso modificato e, a volte, con una tracklist.

## Tracce
1. La partida - (V.Jara) - 3:34
2. El aparecido - (V.Jara) -  3:36
3. El arado - (V.Jara) - 4:53
4. Charagua - (V.Jara) - 2:47 (versione inedita registrata nel 1989)
5. Vientos del pueblo - (V.Jara) - 3:14
6. Cai cai vilú - (V.Jara) - 3:00
7. Luchin - (V.Jara) - 3:02
8. A Luis Emilio Recabarren - (V.Jara) - 2:34
9. Angelita Huenumán - (V.Jara) - 3:11
10. Cancion a Víctor - (J.Coulon - H.Salinas) - 3:15
11. Canto de las estrellas - (J.Seves - M.Chaparro - V.Jara) - 4:54
12. Las siete rejas V.Jara - (V.Jara) - 3:28 (inedito, Víctor Jara chitarra e voce)
13. La partida - (V.Jara) - 3:48 (versione inedita registrata dal vivo nel 1974)
14. El arado - (V.Jara) - 3:55 (versione inedita registrata dal vivo nel 1980)
15. El aparecido - (V.Jara) - 3:54 (versione con orchestra)

## Formazione
Nel disco si susseguono diverse formazioni del gruppo, secondo le indicazioni del libretto i musicisti coinvolti sono i seguenti:
- Horacio Salinas - tutte le tracce
- Jorge Coulón - tutte le tracce tranne la 12
- Horacio Durán - tutte le tracce tranne la 12
- Max Berrú - tutte le tracce tranne la 12 e la 15
- José Seves - tracce dalla 1 alla 3, tracce dalla 5 alla 11, tracce 13 e 14
- José Miguel Camus - tracce dalla 1 alla 3, tracce dalla 5 alla 8, tracce 10 e 13
- Ernesto Pérez de Arce - traccia 4
- Marcelo Coulón - tracce 9, 11, 14 e 15
- Pedro Villagra - traccia 11
- Efrén Viera - tracce 11 e 15
- Daniel Cantillana - traccia 15
- Jorge Ball - traccia 15

## Collaboratori
- Orquesta Clásica de la Universidad de Santiago, diretta da Santiago Meza - traccia 15
- Carmen Luz Parot - testo introduttivo al disco
- Luis Poirot - fotografia di Víctor Jara in copertina